# Adok
Adok es un puerto en el Nilo Blanco de Junqali, Sudán del Sur. A principios de la década de 1980, Chevron Corporation encontró petróleo en Adok.